# Speedwelleiland
Speedwelleiland (En.: Speedwell Island) is een van de Falklandeilanden. Het ligt in de Falkland Sound, ten zuidwesten van Oost-Falkland. Het eiland is 74 km² groot.
Het eiland is vrij van knaagdieren en daarom een paradijs voor pinguïns en andere vogels. Het is tevens een schapenboerderij.
Speedwelleiland's vroeger naam was Eagle Island.